# Trixi Worrack
Trixi Worrack (Cottbus, 28 september 1981) is een Duits voormalig wielrenster. Ze werd vijf keer wereldkampioen in de ploegentijdrit.

## Loopbaan

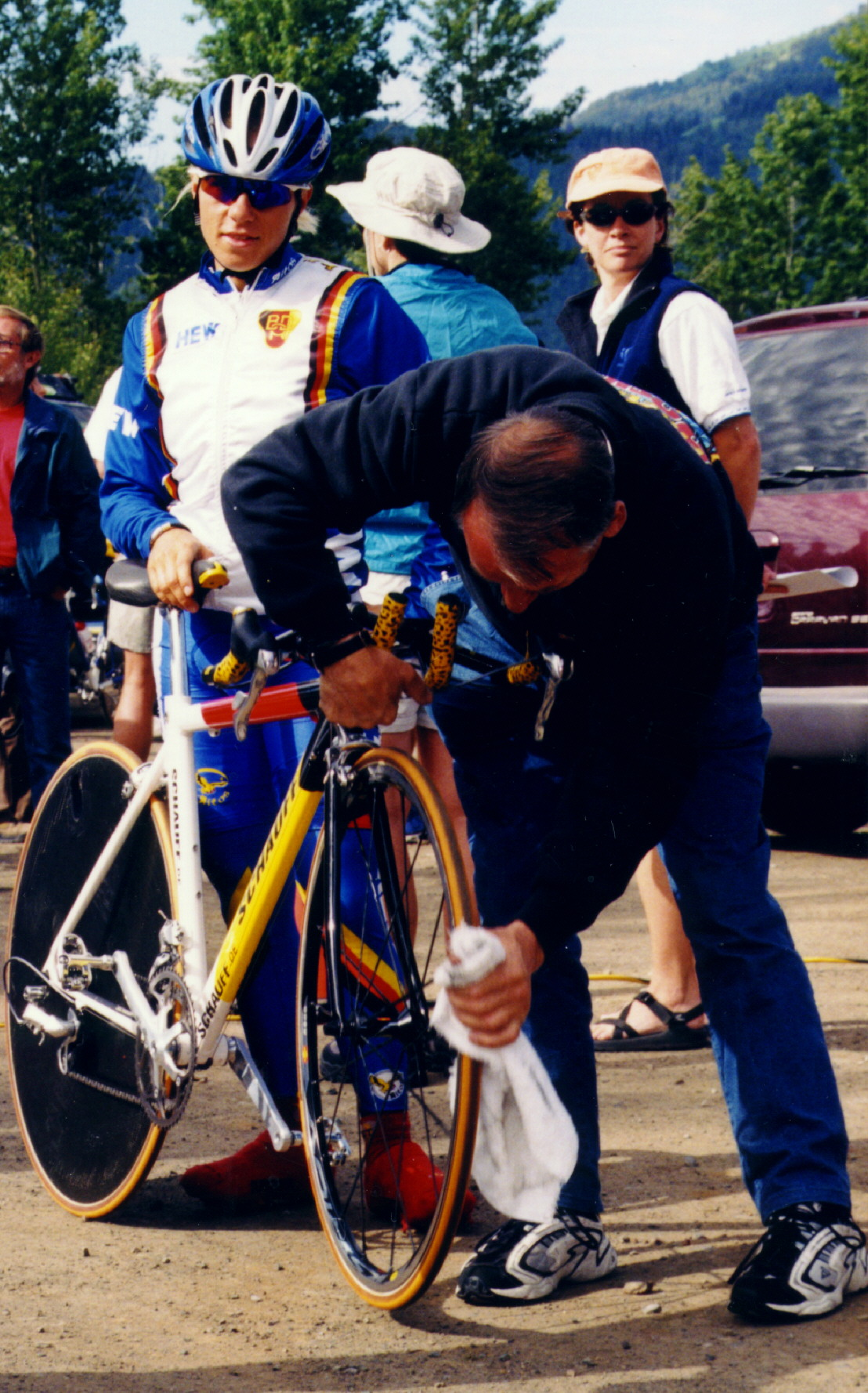
Women's Challenge 2001

Worrack won in 1998 het Wereldkampioenschap tijdrijden voor junior dames in Valkenburg. In 2002 won ze het Europees kampioenschap voor beloften. Later behaalde ze bij de elite nog vele overwinningen op de weg waaronder de Primavera Rosa in 2005 en eindklassementen in de Tour de l'Aude, Giro della Toscana, Tour of California, Gracia Orlová, Tour de Feminin - Krásná Lípa en de Ronde van Qatar. Ze werd in totaal negen keer Duits kampioene: drie keer op de weg, twee keer in de tijdrit, één keer in het veld, één keer op de baan (puntenkoers) en twee keer het klimkampioenschap.

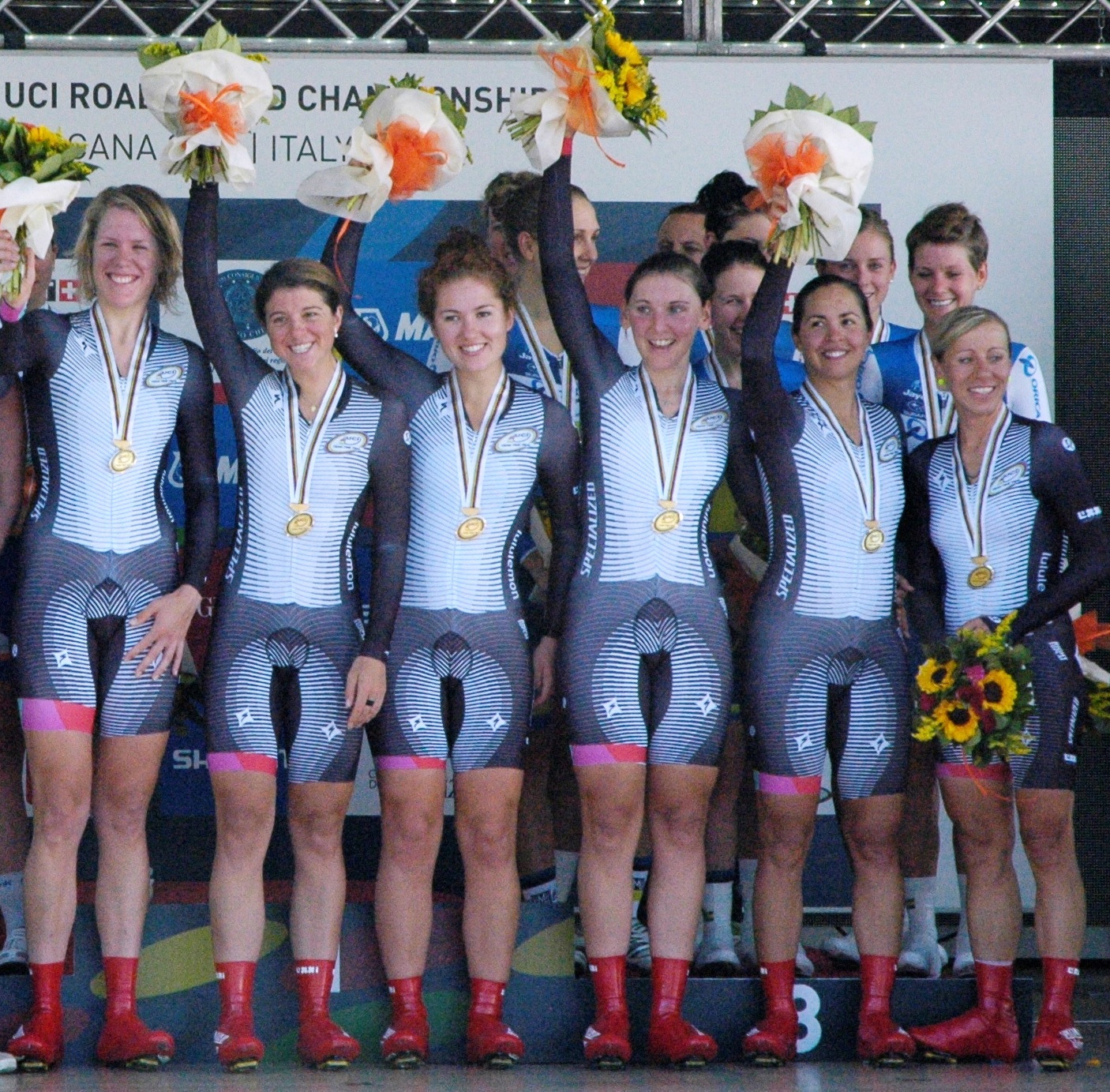
Wereldkampioen ploegentijdrit 2013

Worrack werd, 14 jaar na haar wereldtitel bij de junioren, in 2012 opnieuw wereldkampioen in Valkenburg, nu bij de elite ploegentijdrit. Zij is de enige renster die, sinds de herinvoering van deze discipline, vier jaar achter elkaar bij de winnende ploeg zat. In 2018 won ze voor de vijfde keer het wereldkampioenschap ploegentijdrijden. Ze won ook meerdere ploegentijdritten in etappekoersen en in de wereldbeker in Zweden. Ook solo won ze verschillende etappes en eindklassementen. Bij het WK tijdrijden behaalde ze zes keer de top tien, met de vijfde plaats als beste resultaat in Florence in 2013. Ze behaalde vijf keer de top tien bij het WK op de weg, waarvan één podiumplek: ze werd tweede in Salzburg in 2006 achter Marianne Vos, die op 19-jarige leeftijd haar eerste wereldtitel won.

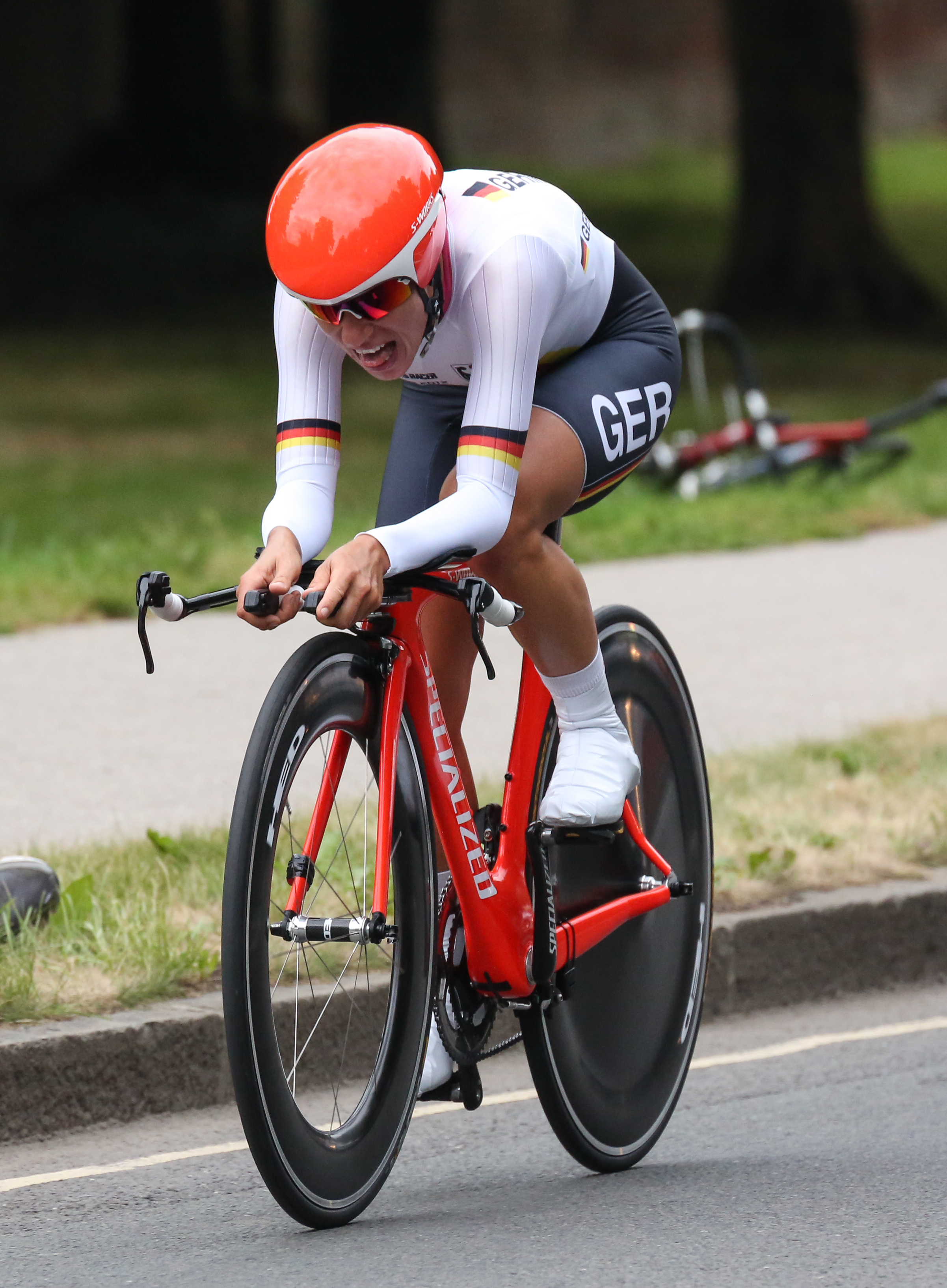
Worrack tijdens Olympische tijdrit in Londen 2012

Ze nam namens Duitsland vijf keer deel aan de Olympische Zomerspelen: in Athene in 2004 werd ze 15e en 25e in de tijd- en wegrit; in 2008 werd ze 20e in de wegrit in Peking; in 2012 eindigde ze als 9e en 33e in de tijdrit en wegrit in Londen; in 2016 werd ze 16e en 43e in de tijd- en wegrit in Rio de Janeiro en in 2021 haalde ze niet de finish in de wegrit in Tokio.

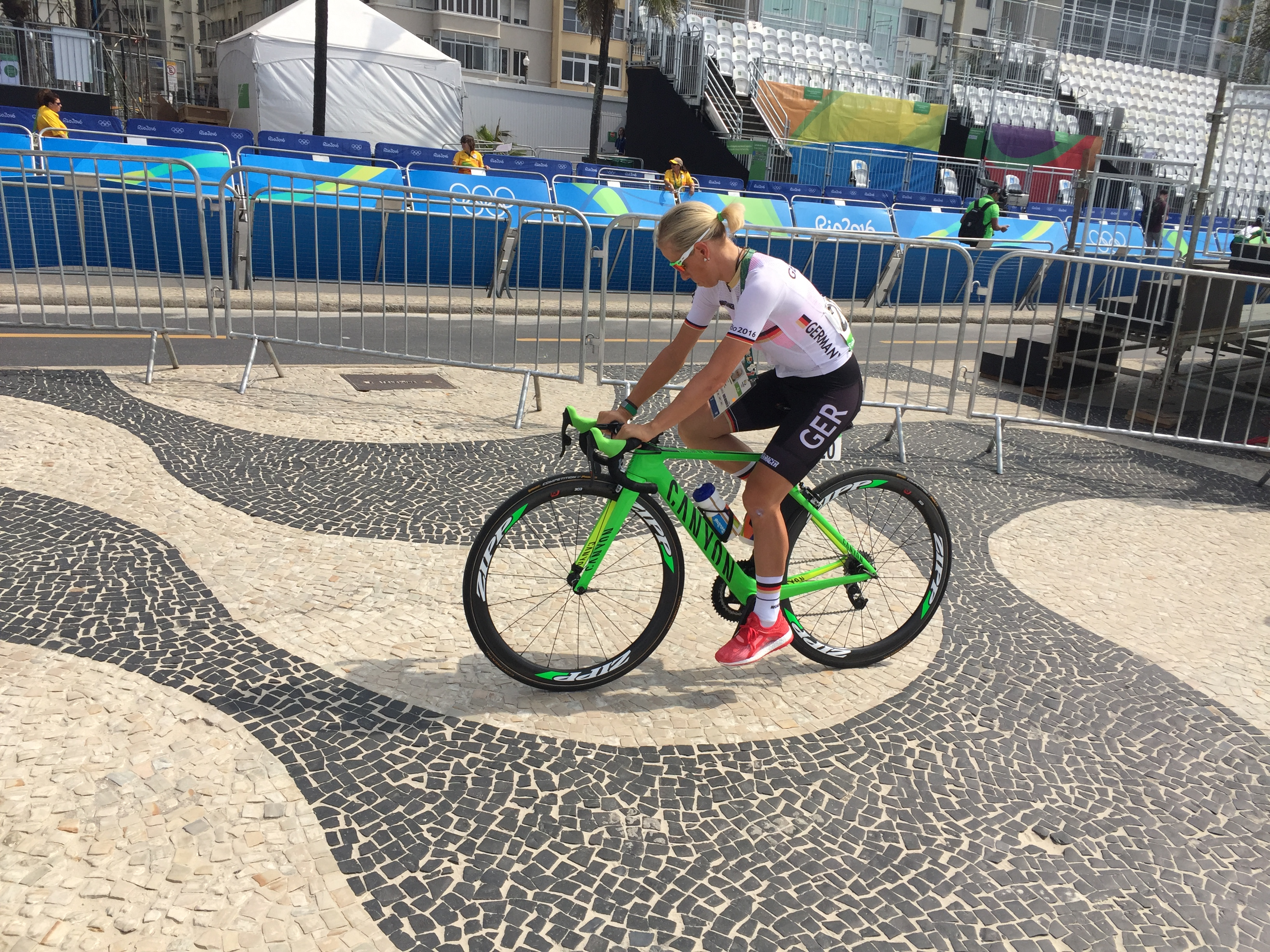
Worrack tijdens Olympische Zomerspelen 2016 in Rio de Janeiro

Worrack kan ook in het veld en op de wielerbaan goed uit de voeten, getuige haar Duitse titel in het veld in 2013 en op de puntenkoers in 2008.
In februari 2016 won ze de laatste editie van de Ronde van Qatar. Tijdens de Trofeo Alfredo Binda op 20 maart 2016 kwam Worrack zwaar ten val. Als gevolg daarvan moest haar linker nier operatief verwijderd worden. Het was onzeker of en wanneer ze kon terugkeren in het peloton. Zelf zei ze hierover: "Ik heb ook maar één hart". Na drie maanden volgde haar comeback in de Auensteiner Radsporttage, twee weken erna werd ze met voorsprong Duits kampioene tijdrijden.
Bij de herinvoering van de Amstel Gold Race voor vrouwen in 2017 waren Worrack en Amber Neben de enige rensters die ook tijdens de vorige editie in 2003 aan de start stonden. Worrack reed als enige de wedstrijden uit; ze werd 25e in 2003, 58e in 2017 en 61e in 2018. Worrack won in 2005 de laatste editie van de Primavera Rosa, de vrouweneditie van Milaan-San Remo en reed in oktober 2021 de eerste vrouweneditie van Parijs-Roubaix: ze kwam binnen op 18 minuten na Lizzie Deignan, vier minuten na de tijdslimiet.
Worrack reed van 2003 tot 2009 voor Equipe Nürnberger Versicherung. In 2011 kwam ze uit voor de Nederlandse ploeg AA Drink - Leontien.nl en vanaf 2012 reed ze bij Specialized-lululemon en diens opvolgers Velocio-SRAM en Canyon-SRAM. Vanaf 2019 reed ze drie jaar bij de ploeg Trek-Segafredo. Na het seizoen 2021 hing ze haar fiets aan de wilgen.

### Persoonlijk
Trixi Worrack is moeder van twee kinderen.

## Erelijst

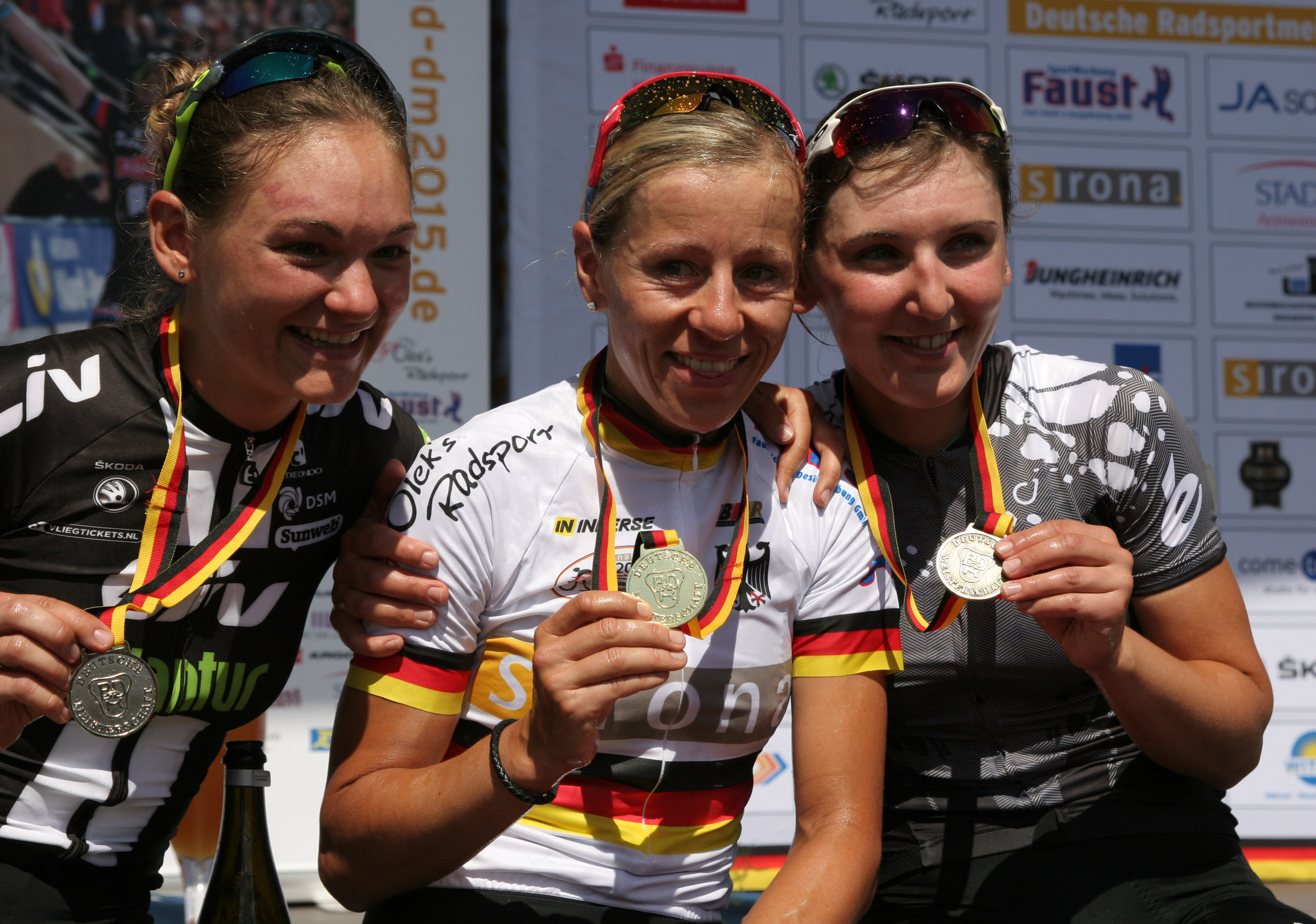
Duits kampioene op de weg in 2015

1998
- Wereldkampioene tijdrijden, Junioren

2001
- 7e etappe Women's Challenge

2002
- Europees kampioenschap, Beloften
- Duits kampioenschap tijdrijden
- Duits kampioenschap op de baan, puntenkoers
- 2e etappe Thüringen-Rundfahrt der Frauen

2003
- Duits kampioene op de weg, Elite

2004
- Duits kampioenschap tijdrijden
- Eindklassement Tour de l'Aude Cycliste Féminin
  - 3e en 8e etappe Tour de l'Aude
- Eindklassement Giro Toscana Internazionale Femminile
  - 5e etappe Giro Toscana
- Eindklassement Tour de Feminin - Krasna Lipa
- 1e etappe Gracia Orlová
- 4e etappe Holland Ladies Tour

2005
- Duits kampioenschap tijdrijden
- WB-wedstrijd Primavera Rosa
- 9e etappe Tour de l'Aude Cycliste Féminin
- 3e etappe deel b Emakumeen Bira
- 4e etappe Emakumeen Bira
- Luk Challenge (koppeltijdrit met Judith Arndt)

2006
- WK op de weg in Salzburg
- Eindklassement Albstadt-Frauen-Etappenrennen
  - 1e en 2e etappe Albstadt-Frauen-Etappenrennen

2007
- Eindklassement Albstadt-Frauen-Etappenrennen
- 8e etappe deel b Tour de l'Aude Cycliste Féminin
- 5e etappe deel b Thüringen-Rundfahrt der Frauen

2008
- Duits kampioene puntenkoers, Elite
- Duits klimkampioene, Elite
- Eindklassement Albstadt-Frauen-Etappenrennen
  - 1e en 2e etappe Albstadt-Frauen-Etappenrennen
- 6e etappe Thüringen-Rundfahrt der Frauen
- 2e etappe Holland Ladies Tour

2009
- Duits kampioene tijdrijden, Elite
- Duits klimkampioene, Elite
- Eindklassement Gracia Orlová
- 2e etappe (TTT) en 6e etappe Tour de l'Aude Cycliste Féminin
- 8e etappe Ronde van Italië

2010
- Duits kampioenschap op de weg
- Eindklassement Tour de Feminin - O cenu Českého Švýcarska
  - 1e, 2e, 3e, 4e en 5e etappe
- Rund um die Nürnberger Altstadt

2011
- 5e etappe Giro della Toscana Int. Femminile

2012
- WK Ploegentijdrit in Valkenburg
- Duits kampioenschap op de weg
- Duits kampioenschap tijdrijden
- Open de Suède Vårgårda (TTT)
- 2e etappe Holland Ladies Tour (TTT)
- 4e etappe deel B Energiewacht Tour (TTT)
- 2e etappe Ladies Tour of Qatar
- 3e etappe Gracia Orlová
- 3e en 4e etappe Thüringen-Rundfahrt der Frauen
- 4e in Eindklassement UCI Road Women World Cup

2013
- WK Ploegentijdrit in Florence
- Duits kampioene op de weg, Elite
- Duits kampioene in het veld, Elite
- Duits kampioenschap tijdrijden
- Open de Suède Vårgårda (TTT)
- 1e etappe Lotto Belgium Tour (TTT)
- 2e etappe Holland Ladies Tour (TTT)

2014
- WK Ploegentijdrit in Ponferrada
- Duits kampioenschap op de weg
- Duits kampioenschap tijdrijden
- Open de Suède Vårgårda (TTT)
- 3e etappe deel B Energiewacht Tour (TTT)

2015
- WK Ploegentijdrit in Richmond
- Duits kampioene op de weg, Elite
- Duits kampioenschap tijdrijden
- Eindklassement Tour of California
- 2e etappe deel A Energiewacht Tour (TTT)

2016
- Duits kampioene tijdrijden, Elite
- Eindklassement Ladies Tour of Qatar
- WK Ploegentijdrit in Qatar

2017
- Duits kampioene tijdrijden, Elite

2018
- WK Ploegentijdrit in Innsbruck
- Duits kampioenschap tijdrijden
- 2e etappe deel B BeNe Ladies Tour

2019
- Open de Suède Vårgårda (TTT)

### Kampioenschappen en Tour
| Wedstrijd                   | 2002                 | 2003                 | 2004                 | 2005                 | 2006                 | 2007                 | 2008                 | 2009                 | 2010                 | 2011                      | 2012                      | 2013                      | 2014                      | 2015                      | 2016                      | 2017                      | 2018                      | 2019                      | 2020                      | 2021                      |
| --------------------------- | -------------------- | -------------------- | -------------------- | -------------------- | -------------------- | -------------------- | -------------------- | -------------------- | -------------------- | ------------------------- | ------------------------- | ------------------------- | ------------------------- | ------------------------- | ------------------------- | ------------------------- | ------------------------- | ------------------------- | ------------------------- | ------------------------- |
| Duits kampioen op de weg    |                      | Goud                 |                      |                      |                      |                      |                      |                      | Brons                | 14e                       | Brons                     | Goud                      | Zilver                    | Goud                      | 35e                       | dnf                       | 40e                       |                           | 14e                       | 19e                       |
| Duits kampioen tijdrijden   | Zilver               |                      | Zilver               | Zilver               |                      |                      |                      | Goud                 |                      | 4e                        | Zilver                    | Zilver                    | Zilver                    | Brons                     | Goud                      | Goud                      | Zilver                    |                           |                           |                           |
| Tour de l'Aude              | -                    | -                    | Goud                 | Zilver               | Brons                | Zilver               | Brons                | Zilver               | 10e                  | (niet meer georganiseerd) | (niet meer georganiseerd) | (niet meer georganiseerd) | (niet meer georganiseerd) | (niet meer georganiseerd) | (niet meer georganiseerd) | (niet meer georganiseerd) | (niet meer georganiseerd) | (niet meer georganiseerd) | (niet meer georganiseerd) | (niet meer georganiseerd) |
| WK op de weg                | -                    | -                    | 4e                   | 10e                  | ↑                    | 17e                  | 5e                   | 29e                  | 7e                   | 64e                       | 16e                       | 20e                       | 32e                       | 12e                       | 73e                       | 52e                       | dnf                       | -                         | dnf                       | -                         |
| WK tijdrijden               | -                    | -                    | 12e                  | 32e                  | 9e                   | -                    | 13e                  | 12e                  | -                    | -                         | 8e                        | 5e                        | 10e                       | 10e                       | 7e                        | 17e                       | 15e                       | -                         | -                         | -                         |
| WK ploegentijdrit           | (niet georganiseerd) | (niet georganiseerd) | (niet georganiseerd) | (niet georganiseerd) | (niet georganiseerd) | (niet georganiseerd) | (niet georganiseerd) | (niet georganiseerd) | (niet georganiseerd) | (niet georganiseerd)      | ↑                         | ↑                         | ↑                         | ↑                         | ↑                         | 4e                        | ↑                         | (niet georganiseerd)      | (niet georganiseerd)      | (niet georganiseerd)      |
| Olympische Spelen (wegrit)  |                      |                      | 25e                  |                      |                      |                      | 20e                  |                      |                      |                           | 33e                       |                           |                           |                           | 43e                       |                           |                           |                           |                           | dnf                       |
| Olympische Spelen (tijdrit) |                      |                      | 15e                  |                      |                      |                      | -                    |                      |                      |                           | 9e                        |                           |                           |                           | 16e                       |                           |                           |                           |                           | -                         |

### Klassiekers en kleine rondes
| Jaar | Milaan-San Remo | Gent-Wevelgem | Ronde van Vlaanderen | Parijs-Roubaix | Amstel Gold Race | Luik-Bast.‑Luik | Trofeo Alfredo Binda | Ronde van Drenthe | Waalse Pijl |  | WK op de weg |  | Wereldranglijsten |
| ---- | --------------- | ------------- | -------------------- | -------------- | ---------------- | --------------- | -------------------- | ----------------- | ----------- |  | ------------ |  | ----------------- |
| 2000 |                 |               |                      |                |                  |                 |                      |                   |             |  | 31e          |  |                   |
| 2001 |                 |               |                      |                |                  |                 |                      |                   | ↑           |  | 17e          |  |                   |
| 2002 |                 |               |                      |                |                  |                 |                      |                   | 12e         |  | opgave       |  | 46e (UWB)         |
| 2003 |                 |               |                      |                | 25e              |                 |                      |                   | 10e         |  | 16e          |  | 33e (UWB)         |
| 2004 |                 |               |                      |                |                  |                 |                      |                   | 7e          |  | 4e           |  | 4e (UWB)          |
| 2005 | ↑               |               |                      |                |                  |                 |                      |                   | 12e         |  | 10e          |  | 11e (UPT)         |
| 2006 |                 |               |                      |                |                  |                 |                      |                   | ↑           |  | ↑            |  | 4e (UPT)          |
| 2007 |                 |               |                      |                |                  |                 |                      | 50e               | 18e         |  | 18e          |  | 11e (UPT)         |
| 2008 |                 |               |                      |                |                  |                 | 10e                  |                   | 33e         |  | 5e           |  | 7e (UPT)          |
| 2009 |                 |               | 11e                  |                |                  |                 | 39e                  | Zilver            | 27e         |  | 29e          |  | 7e (UWK)          |
| 2010 |                 |               | 37e                  |                |                  |                 | 70e                  | 57e               | 32e         |  | 7e           |  | 13e (UWK)         |
| 2011 |                 |               | 22e                  |                |                  |                 | 76e                  | 56e               | 50e         |  | 64e          |  | 43e (UWT)         |
| 2012 |                 |               |                      |                |                  |                 | ↑                    | 5e                | 23e         |  | 16e          |  | 8e (UWT)          |
| 2013 |                 |               | 12e                  |                |                  |                 | 28e                  | 24e               |             |  | 20e          |  | 22e (UWT)         |
| 2014 |                 |               | 15e                  |                |                  |                 | 42e                  | 11e               | 34e         |  | 32e          |  | 28e (UWT)         |
| 2015 |                 |               | 15e                  |                |                  |                 | 21e                  |                   |             |  | 12e          |  | 22e (UWT)         |
| 2016 |                 |               |                      |                |                  |                 | opgave               | ↑                 |             |  | 73e          |  | 50e (UWT)         |
| 2017 |                 | 100e          | 62e                  |                | 58e              | 88e             |                      | opgave            | opgave      |  | 52e          |  | 85e (UWT)         |
| 2018 |                 | opgave        | 69e                  |                | 61e              |                 |                      | 82e               |             |  | opgave       |  | 82e (UWT)         |
| 2019 |                 | 100e          | opgave               |                |                  |                 |                      |                   |             |  |              |  | 366e (UWT)        |
| 2020 |                 | 99e           | opgave               |                |                  |                 |                      |                   |             |  | opgave       |  |                   |
| 2021 |                 |               |                      | buit.tijd      |                  |                 |                      |                   |             |  |              |  |                   |

| Resultaten in kleinere rondes |                 |               |                     |                     |                    |
| Jaar                          | Tour de Feminin | Gracia Orlová | Thüringen Rundfahrt | Holland Ladies Tour | Giro della Toscana |
| 2001                          |                 |               | Brons               |                     |                    |
| 2002                          |                 | Zilver        | 5e (1)              |                     |                    |
| 2003                          |                 |               |                     | Zilver              |                    |
| 2004                          | Goud            | 8e (1)        | 17e                 | (1)                 | (1)                |
| 2005                          |                 |               | 9e                  | 15e                 | dnf                |
| 2006                          | 19e             |               | Brons               | Zilver              | dnf                |
| 2007                          | 10e             |               | 6e (1)              | 4e                  | dnf                |
| 2008                          | Zilver          |               | (1)                 | 6e (1)              | Zilver             |
| 2009                          |                 | Goud          | 4e                  | 6e                  | 30e                |
| 2010                          | Goud            |               | 6e                  | 8e                  | 32e                |
| 2011                          |                 |               | 12e                 | 25e                 | 70e (1)            |
| 2012                          |                 | (1)           | (2)                 | 4e (1)              |                    |
| 2013                          |                 |               | 29e                 | 6e (1)              | dnf                |
| 2014                          |                 |               | 14e                 | dnf                 |                    |
| 2015                          |                 | Zilver        | dnf                 | 9e                  |                    |
| 2016                          |                 |               | 30e                 | 36e                 |                    |
| 2017                          |                 |               | 4e                  | 19e                 |                    |
| 2018                          |                 |               | 28e                 | 58e                 |                    |
| 2019                          |                 |               | dnf                 | 61e                 |                    |
| 2020                          |                 |               |                     |                     |                    |
| 2021                          |                 |               | 44e                 | dnf                 |                    |